# Актау (Нуратау)
Акта́у (узб. Oqtov tizmasi, Оқтов тизмаси) — горный хребет в Навоийской и Самаркандской областях Узбекистана, горная цепь, образующая основную часть Южного Нуратинского хребта в составе Нуратау.

## Расположение
Горы Актау расположены в южной части Нуратинских гор, на территории Навоийской и Самаркандской областей Узбекистана. Хребет вытянут на 116 км в направлении с юго-востока на северо-запад. Занимая площадь в 1340 км², он составляет основную часть Южного Нуратинского хребта. От Северного Нуратинского хребта (собственно Нуратау) цепь отделена Нуратинской депрессией. С востока к Актау примыкает горы Каракчитау (Карачатау),  отграниченные долиной реки Актепасай, с юго-запада — горы Каратау. На западе Актау соприкасается с песками Кызылкум.

## Орография
Горы имеют среднюю высоту в 1000—1200 м (по другим данным — 1300 м), в северо-западной части — 600 м, понижаясь и смыкаясь с равниной. Относительная высота гребня, по которому проходит главный водораздел, колеблется в промежутке 400—800 м для северного склона и 600—1000 м — для южного. Основной гребень образует скалистые вершины: Ширкатар (1693 м), Акчоки (Акчокы) (1404 м) и наивысшую точку — пик Тахку (2004 м). Эти горные вершины перемежаются обрывистыми понижениями с высотой от 900—1150 до 1400—1750 м над уровнем моря.
В состав Актау входит несколько небольших хребтов: Бахильтау, Пистали, Джультали, Акташ и другие.

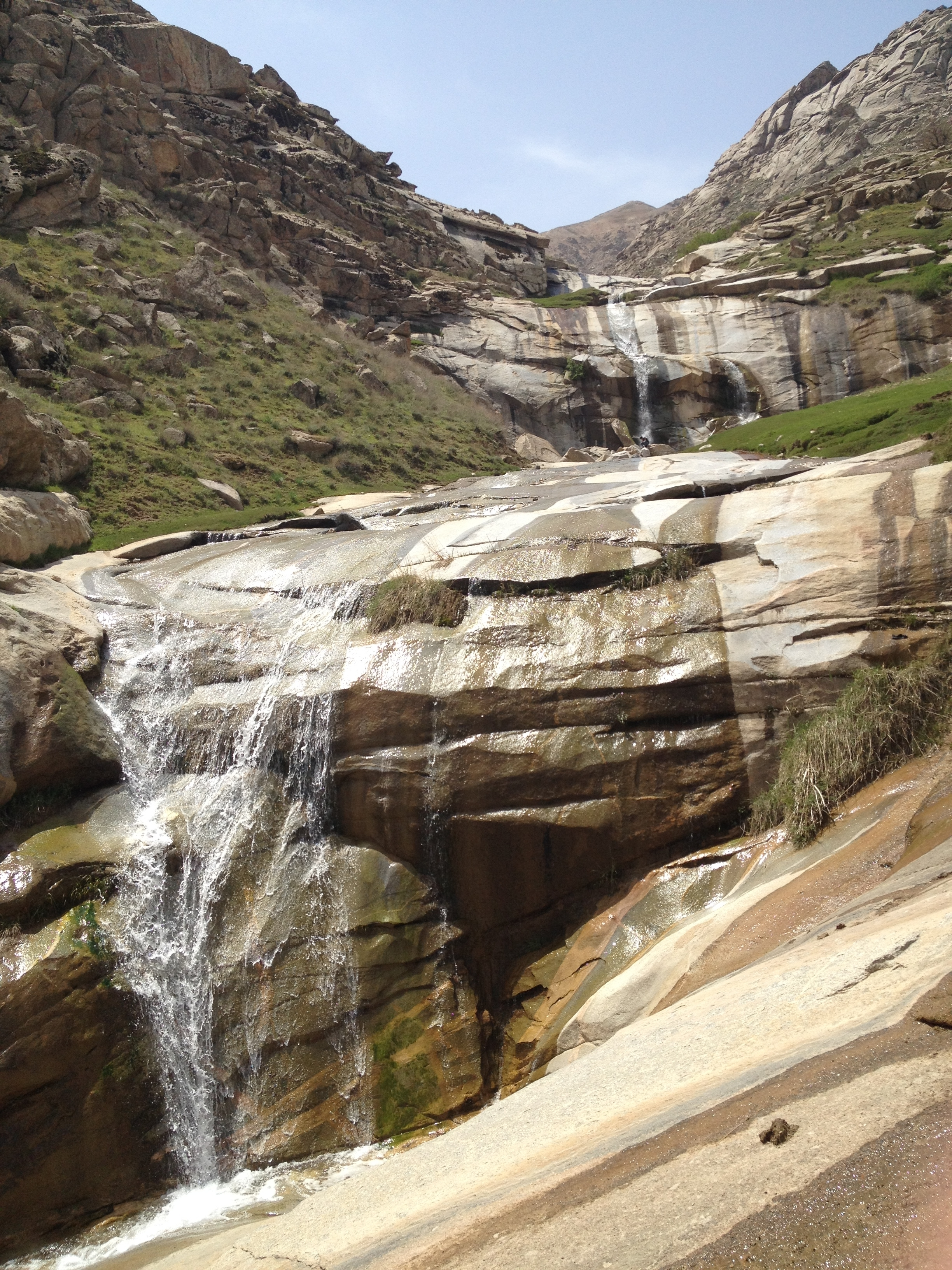
Водопад в горах Актау

## Геология
Хребет Актау представляет собой герцинскую антиклинальную структуру, поднявшуюся под воздействием новопалеозойских движений. Входящие в него горы сложены известняком, сланцами и гранитами.

## Климат
Климат резко континентальный. В крайней западной части хребта за год выпадает свыше 250 мм осадков, в крайней восточной (на высоте 720 м) — свыше 450 мм. Осадки более обильны в верхних поясах гор.

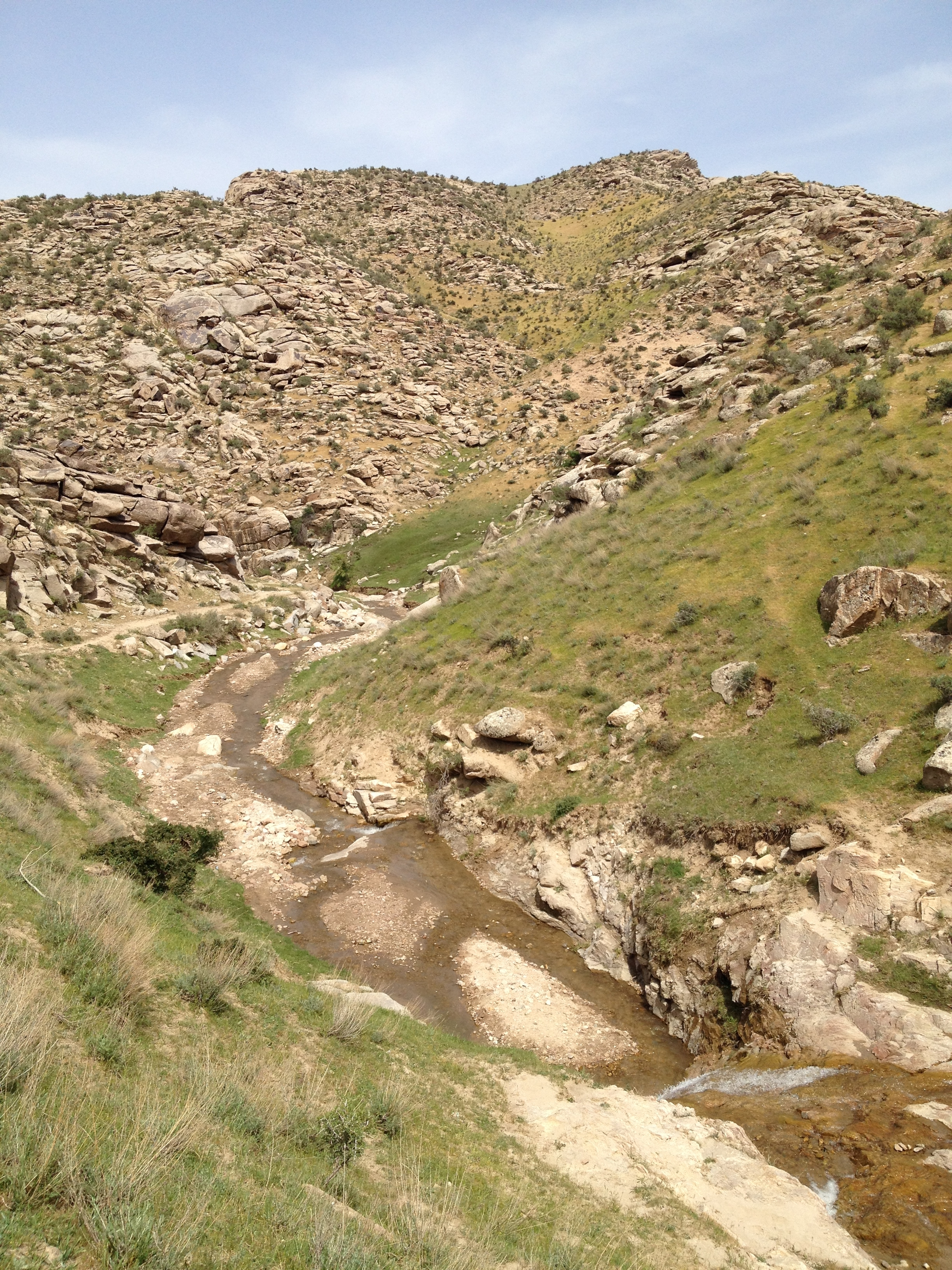
Северный склон Актау, долина Киричсая

## Гидрография
На хребте имеется большое количество карстовых родников, которые выступают основным источником питания рек (особенно, в летний период). С южного склона Актау стекают реки бассейна Зеравшана, его правобережной части: Зарбандсай, Куруксай, Андак, Тасмачи, Майдан, Алтынсай. По северному склону проходят саи, которые наполняются водой, в основном, в весенние месяцы.

## Почвы
Склоны гор покрыты типичными серозёмами, тёмными серозёмами и горными каштановыми почвами. 

## Флора
Во флоре представлены эфемеры и эфемероиды, в числе травянистых растений: полынь, татарник, зопник, пырей, типчак, высокорослые степные травы. Среди деревьев и кустарников встречаются фисташка, миндаль, шиповник, боярышник, жимолость.

## Хозяйственное значение
На горном хребте имеются месторождения гранита, мрамора и полевого шпата. Луга Актау используются в качестве горных пастбищ (джайляу).